# Zou (televíziós sorozat)
A Zou 2012-től futó francia-belga televíziós 3D-s számítógépes animációs sorozat, amit Michel Gay könyvei inspiráltak. A tévéfilmsorozat egy francia cég a Cyber Group Studios által készült a Disney EMEA számára. Műfaját tekintve oktató filmsorozat. A hivatalos premier 2012. december 11-én volt a francia France 5-ön. Magyarországon a Disney Junior 2015. július 1-jétől angolul, amíg az M2 2017. augusztus 6-ától magyarul vetíti.

## Ismertető
A sorozat Zou, egy fiatal zebra életét és kalandjait mutatja be napról napra családjával és barátaival. A legtöbb epizód Zou házában, és a hátsó kertjükben játszódik. Zou a szüleivel, nagyszüleivel és a dédijével él.

## Szereplők
| Szereplő  | Magyar hang                           | Magyar hang                   |
| Szereplő  | 1. magyar szinkron (Disney Jr., 2015) | 2. magyar szinkron (M2, 2017) |
| --------- | ------------------------------------- | ----------------------------- |
| Zou       | Pál Dániel Máté                       | Tóth Márk                     |
| Elzee     | Pál Zsófia                            | Gyarmati Laura                |
| Zinnia    | Gyarmati Laura                        | Pál Zsófia                    |
| Zak       | Tóth Márk                             | Pál Dániel Máté               |
| Apa       | Posta Victor                          | Turi Bálint                   |
| Anya      | Bertalan Ágnes                        | Roatis Andrea                 |
| Nagyapa   | Kertész Péter                         | Bácskai János                 |
| Nagyi     | Zsurzs Kati                           | Dóka Andrea                   |
| Dédi      | Kassai Ilona                          | Grúber Zita                   |
| Zavier    | Vida Péter                            | TBA                           |
| Zelda     | Spilák Klára                          | Sági Tímea                    |
| Mr. Zoey  | Vincze Gábor Péter                    | Koncz István                  |
| Zena      | Málnai Zsuzsa                         | TBA                           |
| Zowie     | Kerekes József                        | TBA                           |
| Zoroaster | Czvetkó Sándor                        | TBA                           |
| Zigmund   | Fesztbaum Béla                        | TBA                           |

## Magyar változat

### M2-es változat[2]
Szerkesztő: Vince Szabina
Magyar szöveg: Roatis Andrea
Hangmérnök: Faragó Imre
Gyártásvezető: Kovács Mariann
Szinkronrendező: Gellén Attila
Produkciós vezető: Krisztián-Csorján Melinda
A szinkront az MTVA megbízásából a Masterfilm Digital készítette.
A szinkront az Disney Junior megbízásából az SDI Media Hungary készítette.

## Évados áttekintés
| Évad | Epizód | Eredeti sugárzás  | Eredeti sugárzás  | Magyar sugárzás (Disney Junior) | Magyar sugárzás (Disney Junior) | Magyar sugárzás (M2) | Magyar sugárzás (M2) |
| Évad | Epizód | Évadpremier       | Évadfinálé        | Évadpremier                     | Évadfinálé                      | Évadpremier          | Évadfinálé           |
| ---- | ------ | ----------------- | ----------------- | ------------------------------- | ------------------------------- | -------------------- | -------------------- |
| 1    | 52     | 2012. május 11.   | 2014. január 17.  | 2015. július 1.                 |                                 | 2017. augusztus 5.   | 2017. november 5.    |
| 2    | 52     | 2015. március 30. | 2015. november 1. |                                 |                                 |                      |                      |
| 3    | 52     | 2017. február 8.  |                   | 2017. március 27.               |                                 |                      |                      |

## Epizódok
| 1. Zou a konyhában 2. Zou kempingezik 3. Zou világgá megy 4. Zou, a király 5. Zou, a postás 6. Zou, a detektív 7. Zou rágókája 8. Zou, a hegymászó 9. Zou és a fényképezőgép 10. Zou hangyás kalandja 11. Zou szülinapi dobja 12. Goldie, a napraforgó 13. Zou Mars-expedíciója 14. Zou, a művész 15. Zou napilapja 16. Zou a doktor néninél 17. Zou madárijesztője 18. Halloweeni vadászat 19. Zou és a szivárvány 20. Az ígéret szép szó 21. Zou adóvevője 22. Zou cseresznyés pitéje 23. Zou, a szuperhős 24. Zou táncol 25. Zou varázsol 26. Zonk, az óriás dinoszaurusz 27. Zou és a focimeccs 28. Zou biciklije 29. Zou és a hernyó 30. Zou fest 31. Zou mesejátéka 32. Zou cirkusza 33. Zou szarkát fog 34. Zou és az elefánt csapda 35. A jelmezverseny 36. A ,,vödör" nap 37. Egy nagyon szeles nap 38. Zou és az üstökös 39. Zou és a ,,csíkos valamik" 40. Egy esős nap 41. Zou bocsánatot kér 42. Zou garázsvására 43. A nagy verseny 44. Zou akváriuma 45. Zou és a robot 46. Zou autója 47. Kalózok és tündérek 48. Fel a magasba 49. Zou, a bohóc 50. Zou és a húsvéti nyuszi 51. Az áramszünet 52. Zou bevall mindent | 1. Tik-tak 2. Zou bújócskázik 3. Keressünk űrlényeket! 4. Zou, a feltaláló 5. Zou legjobb ajándéka 6. Zou és dédi kalapja 7. Zou és a varázsdoboz 8. Zou, az elsősegélynyújtó 9. Zou igluja 10. Zou, a pincér 11. Zou és a havasi jeti 12. Zou, a szerelő 13. Zou, a zenész 14. Zou focizik 15. Zou szánkója 16. Zou és a fióka 17. Téli mese 1.rész 18. Téli mese 2.rész 19. Zou és az uzsivonat 20. Zou és a vitorlásverseny 21. Zou és a családi fotózás 22. Zou és a remeterák 23. Megleled, mi elveszett 24. Zou és a nagy küldemény 25. Zou zebratárcsája 26. Szélvész Zou 27. A konyhakert 28. Zou és a váza 29. Zou időkapszulája 30. Zou és a varázsszőnyeg 31. Zak robotja 32. A futóverseny 33. Zou környezet-házija 34. Színkereső 35. Ideje aludni 36. Házi feladat 37. Zou, a tanár 38. Zou különleges meglepetése 39. Közlekedjünk okosan! 40. Zou vendéget vár 41. Zou és Zak alvókája 42. Anyák napja 43. Zou és a pompom-szörny 44. Egy nagyon fontos zebra 45. A nagy halfogászat 46. Zebralimpia 47. Zou és a művészek 48. Zou palacsinta-bulija 49. Valentin-nap 50. Zou és a varázsló |

### 3. évad
| #   | Eredeti cím              | Magyar cím            | Eredeti premier | Magyar premier      |
| --- | ------------------------ | --------------------- | --------------- | ------------------- |
| 1.  | Zou's Driftwood          | Zou és az uszadékfa   |                 | 2017. március 30.   |
| 2.  | Zou's Camouflage         | Zou és az álca        |                 | 2017. március 31.   |
| 3.  | Zou and the Dinosaur Egg | Zou és a dínótojás    |                 | 2017. április 3.    |
| 4.  | Zou and the Water Race   | Zou és a vízi verseny |                 | 2017. április 4.    |
| 5.  | Commander Zou            |                       |                 | 2017. április 5.    |
| 6.  | Zou's Beads              | Zou és a gyöngyök     |                 | 2017. március 27.   |
| 7.  | Zou the Record Breaker   | Zou rekordot dönt     |                 | 2017. március 28.   |
| 8.  |                          |                       |                 |                     |
| 9.  | Zou's Museum             | Zou múzeuma           |                 | 2017. augusztus 28. |
| 10. | Zou Gets Framed          | Zou és a keretek      |                 | 2017. augusztus 29. |
| 11. | Zou and the Missing Page | Zou és a hiányzó lap  |                 | 2017. augusztus 30. |
| 12. | Zou and Grandpa's Puppet | Zou és nagyapa        |                 | 2017. augusztus 31. |
| 13. | Zou's Cardboard Fun      | Zou és a dobozjáték   |                 | 2017. szeptember 1. |